# Assimilació (psicologia)
L'assimilació (del llatí ad = cap a, vers + similis = semblant) és un concepte psicològic introduït per Jean Piaget per explicar la manera per la qual les persones integren nous elements als seus esquemes mentals preexistents, explicant el creixement o canvi quantitatius d'aquest.
| «               | "Juntament amb l'acomodació, [l'assimilació] és un dels dos processos bàsics per aquest psicòleg en el procés de desenvolupament cognitiu dels infants. Es diferencia d'aquesta que aquest cas no existeix cap modificació en l'esquema sinó només l'adició de nous elements. L'esquema (o esquemma de la conducta) ve a ser la trama d'accions susceptibles de ser repetides. | » |
| — Merani (1979) | |   |